# Средний род
Сре́дний род (лат. neutrum) — граммема категории рода, определяющая, с одной стороны, лексико-грамматические свойства определённого класса слов (имён существительных и местоимений-существительных), для которого характерны особая парадигма склонения и признаки неактивности или неодушевлённости, а с другой — определяющая категориальную форму имён прилагательных, анафорических местоимений и некоторых других частей речи или их классов. Средний род обычно соотносится с отсутствием признака пола, но во многих языках семантический признак определения среднего рода (как и других родов) является размытым, поэтому главным в его определении считают синтаксический критерий — согласование имени существительного с другими частями речи.
Средний род был одним из элементов трёхродовой системы праиндоевропейского языка. Он унаследован как частью древних индоевропейских языков (авестийским, хеттским, древнегреческим, латинским, санскритом), так и частью современных (немецким, шведским, норвежским, датским, нидерландским, новогреческим и всеми славянскими языками). Морфологический показатель среднего рода — определённая флексия (в польском языке: -o, -e, -ę — drzewo «дерево», miejsce «место», cielę «телёнок») или артикль (в немецком языке: das Hotel «отель, гостиница»).

## В русском языке
В русском языке средний род имён существительных определяют согласование с именами прилагательными на -ое, -ее (большое окно, синее небо) и координация со сказуемыми-глаголами в форме единственного числа прошедшего времени и сослагательного наклонения на -о, а также с полными и краткими прилагательными или причастиями на -о, -е, -ое, -ее: яблоко упало, письмо написано, письмо неприятное. Существительные среднего рода формируют состав двух согласовательных классов: класса одушевлённых существительных среднего рода (чудовище) и класса неодушевлённых существительных среднего рода (окно).
Средний род может быть выражен морфологически — системой флексий падежных форм единственного числа на -о (-о, -ё, -е) в именительном падеже: стекло, ружьё, море. Между тем, морфологический критерий выражения рода не всегда бывает достаточным, поскольку эти же флексии характеризуют существительные и мужского рода: подмастерье, голосище, домишко.
Семантически имена существительные среднего рода обозначают неодушевлённые предметы, но имеется также группа одушевлённых слов среднего рода: дитя, лицо, существо, животное, божество, ничтожество, чудище, млекопитающее, земноводное, насекомое. Одновременно с этим неодушевлённые предметы в большом числе выражаются существительными мужского и женского рода. Преобладание существительных среднего рода отмечается только в группе слов, называющих отвлечённые понятия: выполнение, радиовещание, государство.
К среднему роду относится значительная группа несклоняемых заимствованных существительных, называющих неодушевлённые предметы: алиби, бюро, жюри, какао, кашне, пальто, рагу, ралли, шоссе, такси, алоэ. Часть из этих слов в XIX — начале XX века имели значение мужского рода, в их числе боа, кофе, контральто, рагу, какао, пальто, метро. Колебания между мужским и средним родом отмечается и в настоящее время — в современной литературной норме является допустимым, например, употребление в среднем роде наряду с мужским слова кофе. В целом на протяжении всей истории русского литературного языка у ряда существительных отмечалась вариативность родовой принадлежности, выражаемая как в среднем, так и в мужском роде: этот домишко — это домишко, маленькое ведёрко — маленькая ведёрка, СОЭ повысился — СОЭ повысилось.
Морфологическое значение среднего рода имеет личное местоимение оно: оно было открыто (об окне); оно пришло (о лете). Личные местоимения я и ты могут иметь при себе определяющие слова в среднем роде или координироваться со словом, выступающим в роли сказуемого в среднем роде: Я напоило землю (при персонификации неодушевлённого существительного — от лица облака); Как же ты добралось, мое дитё?.
Форма среднего рода характерна для согласуемых с именем существительным частей речи или их классов и разрядов. Так, форма прилагательного среднего рода (а также порядкового числительного) указывает на принадлежность признака предмету, названному существительным среднего рода: синее море, это лето прекрасно, Петино сочинение. Форма среднего рода, омонимичная форме мужского рода, характерна для числительных два, оба и полтора. Средний род глагола в форме единственного числа прошедшего времени и сослагательного наклонения с флексией -о выражает отнесённость действия к лицу или предмету, названному существительным среднего рода: море шумело, появилось чудовище. Форма среднего рода также может представлять действие как безличное: смеркалось; не хватило бумаги; если бы похолодало.
В ряде южнорусских и среднерусских говоров отмечается сужение класса существительных среднего рода. В одной части говоров это происходит за счёт расширения класса слов женского рода, в другой части — за счёт расширения класса слов мужского рода, в третьей — за счёт расширения обоих указанных классов: большо́е ста́до > больша́я ста́да; моё полоте́нце > мой полоте́нец; в моём пла́тье > в моей пла́тье. Наиболее последовательно и широко в русских говорах происходит замещение существительных среднего рода существительными женского рода — ареал этого явления размещён в юго-восточной части территории русских говоров раннего формирования.